# Butt of Lewis

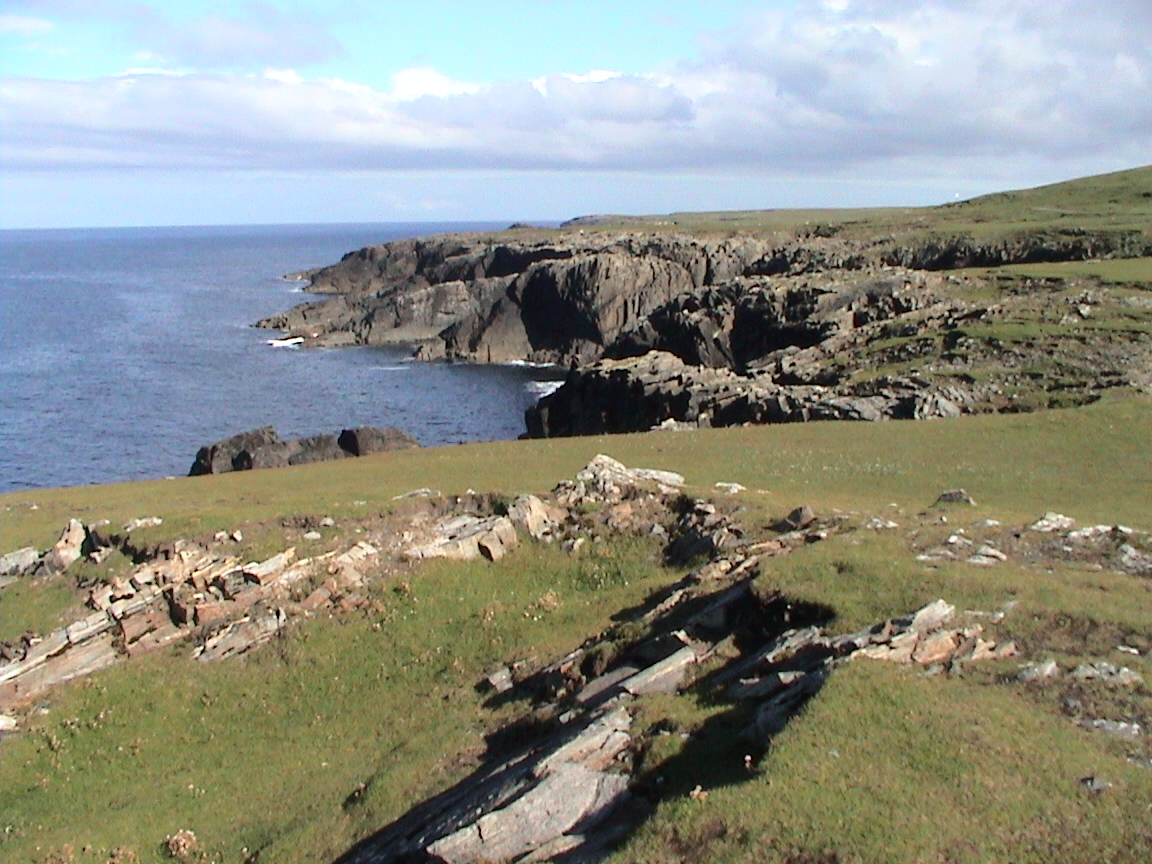
Butt of Lewis

Butt of Lewis (gael. Rubha Robhanais) – najbardziej na północ wysunięty fragment wyspy Lewis w Szkocji, oddziela Morze Szkockie od otwartego Oceanu Atlantyckiego.
Na Butt of Lewis znajduje się opuszczona latarnia morska, zbudowana w latach 60. XIX wieku według projektu Davida Stevensona.